# Joe Lieberman
Joseph Isadore Lieberman (Stamford, Connecticut, 24 de fevereiro de 1942 – Nova Iorque, 27 de março de 2024) foi um político dos Estados Unidos, que serviu como senador independente pelo estado de Connecticut de 1989 a 2013. Foi candidato à vice-presidência dos Estados Unidos em 2000, na chapa encabeçada por Al Gore. Ao longo da carreira, adotou posturas neoconservadoras em questões de política externa e economia, embora simpatizasse com a esquerda em algumas questões sociais (por exemplo, ele apoiou o casamento entre pessoas do mesmo sexo e foi a favor do direito ao aborto).
Judeu ortodoxo moderno, Lieberman foi formado em Direito na Universidade Yale. Ele foi um dos que apoiaram a prisão de Julian Assange em um abaixo-assinado em 2010.

## Morte
Lieberman morreu em 27 de março de 2024 em Manhattan, Nova Iorque, devido a complicações ocasionadas por uma queda.